# Förderprogramm
Förderprogramme sind durch die öffentliche Verwaltung aufgestellte verbindliche Regeln, die die Förderzwecke öffentlicher Fördermittel durchsetzen sollen. Sie schaffen Rahmenbedingungen, unter denen öffentliche Förderungen beantragt werden können, um auf ausgeschriebenen Gebieten geförderte Projekte durchführen zu können.

## Allgemeines
Förderprogramme geben den interessierten Kreisen Auskunft über Förderzwecke, Fördervoraussetzungen und Förderbedingungen. Sie sind bei der Förderung einzuhalten und werden Bestandteil der Kreditbedingungen. Der Bund erfüllt nach Art. 104b
GG eine ihm obliegende verfassungsrechtliche Förderaufgabe, indem er den Ländern Finanzhilfen für besonders bedeutsame Investitionen der Länder und der Gemeinden/Gemeindeverbände gewährt, die
- zur Abwehr einer Störung des gesamtwirtschaftlichen Gleichgewichts oder
- zum Ausgleich unterschiedlicher Wirtschaftskraft im Bundesgebiet oder
- zur Förderung des wirtschaftlichen Wachstums

erforderlich sind. Der Bund kann im Falle von Naturkatastrophen oder außergewöhnlichen Notsituationen, die sich der Kontrolle des Staates entziehen und die staatliche Finanzlage erheblich beeinträchtigen, auch ohne Gesetzgebungsbefugnisse Finanzhilfen gewähren.

## Beispiele für nationale Förderprogramme
- Deutsche Forschungsgemeinschaft, Forschungsförderung in Deutschland
- Endogene Regionalentwicklung, Strukturentwicklungsprogramm in Österreich
- Katastrophenfonds, eine Geldreserve zur Wiederherstellung nach Schäden durch höhere Gewalt in Österreich
- Nationale Klimaschutzinitiative
- Naturschutzgroßprojekte
- Studienstiftung des deutschen Volkes, Begabtenförderung in Deutschland
- Kommunale Modellvorhaben zur Umsetzung der ökologischen Nachhaltigkeitsziele in Strukturwandelregionen (KoMoNa)

## Beispiele für Förderprogramme der EU
- Forschungsrahmenprogramm
- INTERREG
- Kopernikus, Rahmenprogramm der europäischen Weltraumbehörde ESA für weitere Forschungsprogramme
- Strukturfonds, Europäischer Fonds für regionale Entwicklung und Kohäsion